# Gare d'Aquincum (HÉV)
Ne doit pas être confondu avec Gare d'Aquincum (MÁV).
La gare d'Aquincum est une gare ferroviaire située dans le 3e arrondissement de Budapest en Hongrie. Elle est desservie par la ligne H5 du HÉV de Budapest.

## Histoire
La toute première gare d'Aquincum se situait au sud du croisement avec la ligne Budapest-Esztergom, juste en face des ruines de la cité romaine. Avec l'élargissement de l'avenue Szentendrei (route principale 11), la gare a été déplacée quelques centaines de mètres plus au nord, à sa position actuelle.

## Service des voyageurs

### Intermodalité
Le HÉV croise la ligne de train n°2 reliant Budapest à Esztergom. La gare d'Aquincum felső assure la liaison entre ces deux lignes. En outre, plusieurs lignes de bus s'arrêtent à proximité : Train (ligne 2) ; réseau de bus BKV (lignes 34, 106 et 134) ; réseau nocturne de bus BKV (lignes 923 et 934).

## À proximité
Les ruines de la cité romaine Aquincum. La cité a été fondée dans la province de Pannonie, sur les frontières nord-est de l'empire romain au Ier siècle. On trouve les ruines de l'amphithéâtre militaire, des thermes, du forum, du théâtre ainsi que des habitations. Un musée rassemble les objets qui ont été retrouvés. Dans le terre-plein qui sépare les voies de l'avenue Szentendrei, on trouve également les vestiges d'un aqueduc. 